# 오타촌 (사이타마현 이루마군)
오타촌(大田村)은 사이타마현 이루마군에 설치되었던 촌이다. 현재의 가와고에시에 해당한다.